# بيلا ميليس
بيلا ميليس (بالمجرية: Melis Béla)‏ هو لاعب كرة قدم مجري في مركز الهجوم، ولد في 25 سبتمبر 1959 في بيكيسكسابا في المجر. لعب مع غيور تورنا أوزتالي ونادي بكسكابا 1912 إلوره ونادي بودابست هونفيد ونادي دبرتسني ونادي فاساس.